# Abtei Faremoutiers
Die Abtei Notre-Dame de Faremoutiers befindet sich im Zentrum der Gemeinde Faremoutiers im Département Seine-et-Marne. Sie wurde um 620 von Burgundofara (oder kürzer Fara) gegründet. Das Doppelkloster hatte den Rang einer königlichen Abtei. Obwohl Faremoutiers zwei Mal zerstört wurde, sind noch heute Reste der mittelalterlichen Mauern neben den aktuellen Bauten zu sehen.

## Geschichte
Fara gehörte zur Familie der Burgundofarones, die vor allem im Raum Meaux begütert waren. Ende 610 war sie als junges Mädchen dem Missionar Columban von Luxeuil begegnet, als dieser auf dem Rückweg von Paris nach Luxeuil in Poincy Station macht, der Villa ihrer Eltern außerhalb von Meaux, und der sie bei dieser Gelegenheit auch gleich weihte; etwa ein Jahrzehnt später, gründete Burgundofara auf dem Familiengut Eboriacum das iro-fränkische Kloster Faremoutiers (Farae monasterium), dessen erste Äbtissin sie auch wurde und das sie der strengen Columbanregel unterstellte. Das Männerkloster wurde von Mönchen aus Luxeuil errichtet, darunter Waldebert, der spätere 3. Abt von Luxeuil, der die Fassung Kolumbanregel für Frauenklöster vermutlich für das Kloster Faremoutiers erarbeitete. Mit ihrem Testament vom Oktober 627 vermachte Fara ihren gesamten Besitz dem Kloster. Sie starb nach 641.
Nachdem mit Bathilde eine Angelsächsin Königin der Franken geworden war, wurde Faremoutier zum königlichen Kloster. Gleichzeitig verzeichnete die Abtei einen so starken Zustrom an Nonnen von den britischen Inseln, dass Faras Nachfolgerinnen für den Rest zu 7. Jahrhunderts aus den Herrscherfamilien von East Anglia oder Kent kamen. Im 9. Jahrhundert dann änderte sich das Bild dahingehend, das die Äbtissinnen von Faremoutiers nun aus der Familie der Karolinger stammten. In dieser Zeit wurde auch auf Befehl Kaiser Ludwigs des Frommen für alle Klöster, auch für Faremoutiers, die Benediktinerregel verbindlich.
Später unterstand Faremoutiers den Grafen von Sens (Ende des 10. Jahrhunderts bis 1055) und schließlich den Königen von Frankreich (ab 1166). 1140 brannte das gesamte Kloster nieder, der Wiederaufbau dauerte fünf Jahre. 1445, während des Hundertjährigen Kriegs wurde Faremoutiers geplündert.
In den letzten Jahren des 15. Jahrhunderts verfiel die klösterliche Moral zusehends – im Jahr 1495 hatten drei der Nonnen Kinder, die bei ihnen lebten. 1518 wurde das Kloster durch Nonnen aus der Abtei Chelles und dem Kloster Montmartre erneuert, auch wurde nunmehr die Äbtissin nicht mehr von den Nonnen gewählt (und vom Bischof bestätigt), sondern vom König ernannt, der sich ab jetzt auch wieder um die Bausubstanz der Abtei kümmerte: Ludwig XIV. beauftragte seinen Architekten François Mansart mit dem Neubau der Wohngebäudes des Klosters.
Während der Revolution wurde auch die Abtei Faremoutiers geschlossen. Bis 1795 diente sie als Kaserne, danach bis zum Beginn des 19. Jahrhunderts als Steinbruch. Erst im Jahr 1930 wurde das Kloster durch Nonnen aus dem nahe gelegenen Amillis übernommen. Seit 1980 ist es gleichzeitig Altersheim für Nonnen verschiedener Klöster.

## Äbtissinnen
- um 620-nach 641: Fara (Burgundofarones)
- Sedride = Sæthryth, Tochter der Hereswitha und Stieftochter von Anna, König von East Anglia (Wuffinger)
- Æthelburh (Ethelburge), Tochter von König Anna (Wuffinger)
- Eorcongota, Tochter von Earconberht I., König von Kent (Oiscingas), und Seaxburge, der Schwester von Æthelburh
- 840-852 Rothilde, Tochter Karls des Großen (Karolinger)
- 852-wohl 877 Bertha, Tochter Lothars I. (Karolinger)
- Ada, 876 Nonne, später Äbtissin, (Arnulfinger)
- Judith
- Aveline
- Hildegard
- 1137–1146. Risende
- 1146–1154. Emma
- 1154–1212. Lucienne de La Chapelle
- 1212–1215. Marguerite
- 1215–1219. Hersende de Touquin
- 1219–1240. Eustachie
- 1240–1252. Julienne de Grez de Nesle-en-Brie
- 1252–1272. Sibylle
- 1272–1289. Avoie
- 1289–1290. Marguerite de Mons (I.)
- 1290–1312. Marguerite de Chevry
- 1312–1341. Marguerite de Mons (II.)
- 1341–1346. Mathilde de Joinville de La Malmaison
- 1346–1363. Jeanne de Noyers
- 1363–1383. Marguerite de Lully d’Ancre
- 1383–1409. Marguerite de Noyers
- 1409–1417. Jeanne de Châteauvillain
- 1417–1434. Denise du Sollier
- 1434–1439. Jeanne Rapillard
- 1439–1454. Isabelle de Mory
- 1454–1490. Jeanne de Bautot
- 1490–1511. Jeanne Chrestienne d’Harcourt-Beuvron
- 1511–1515. Madeleine de Valois-Orléans, Bâtarde d’Angoulême († 1543), 1515 Äbtissin von Jouarre, Tochter von Charles de Valois, comte d’Angoulême
- 1515–1518. Marie Cornu
- 1518–1531. Jeanne Joly
- 1531–1555. Marie Baudry
- 1555–1563. Antoinette de Lorraine-Guise († 1561), Tochter von Claude de Lorraine, duc de Guise
- 1563–1567. Françoise Guillard
- 1567–1573. Marie Violle
- 1573–1586. Louise de Bourbon-Montpensier
- 1586–1593. Isabelle de Chauvigny
- 1593–1605. Anne de La Châtre de Maisonfort, Tochter von Claude de La Châtre (Haus La Châtre)
- 1605–1643. Françoise de La Châtre de Maisonfort, deren Schwester (Haus La Châtre)
- 1643–1677. Jeanne Anne de Plas
- 1677–1685. Marie Thérèse-Constance du Blé d’Uxelles
- 1685–1721. Marie Anne-Généreuse-Constance de Beringhen d’Armainvilliers
- 1721–1726. Louise Charlotte-Eugènie-Victoire de Beringhen d’Armainvilliers
- 1726–1743. Olympe-Félicité-Sophie-Fare de Beringhen d’Armainvilliers
- 1743–1745. Françoise Catherine Molé de Champlâtreux
- 1745–1759. Marie Renée de Maupéou d’Ableiges
- 1759–1775. Charlotte-Julie Lenormant des Forts d’Etiolles
- 1775–1791. Claude de Durfort de Léobard

Quelle: Gallia Christiana

### Handbuchliteratur
- Gallia Christiana 8, Spalte 1700–1708.
- Laurent Henri Cottineau: Répertoire topo-bibliographique des abbayes et prieurés. Bd. 1. Protat, Mâcon 1939–1970. Nachdruck: Brepols, Turnhout 1995. Spalte 1105–1106.
- Philippe Méry: Abbayes, prieurés et couvents de France. Editions du Crapaud, La Roche-sur-Yon 2013, S. 555.